# Campechuela
Campechuela är en ort i Kuba.   Den ligger i provinsen Provincia Granma, i den sydöstra delen av landet, 600 km sydost om huvudstaden Havanna. Campechuela ligger 16 meter över havet och antalet invånare är 25 069.
Terrängen runt Campechuela är platt. Havet är nära Campechuela åt nordväst. Runt Campechuela är det ganska tätbefolkat, med 100 invånare per kvadratkilometer. Campechuela är det största samhället i trakten. Omgivningarna runt Campechuela är en mosaik av jordbruksmark och naturlig växtlighet.